# إزكار (تاويالت)
إزكار هي إحدى مشيخات المملكة المغربية، تتبع جغرافيا لإقليم تارودانت وإداريًا لتاويالت. يقدر عدد سكانها بـ 3346 نسمة حسب الإحصاء الرسمي للسكان والسكنى لسنة 2004.